# Griže, Sežana
Griže so naselje v Občini Sežana. Ime izhaja iz ljudskega izraza za kup kamenja: »griža«. Tudi vas sama stoji na ravnici nad tako »grižo«. V vasi je starodavna cerkev sv. Martina, značilen kamniti kraški vodnjak, ki mu domačini pravijo »šap« in je iz leta 1720; najdemo tudi romanski križ (znamenje) in veliko starih hiš. Sredi vasi ima ena od hiš na vrhu dimnika železnega petelinčka, star domač izum, ki je spretno zapitral dimnik ob burji.
Vaščani, Grižci, so daleč naokoli poznani tudi kot navdušeni kegljači: sami so si uredili tudi avtomatsko kegljišče, edino v občini Sežana. Osvojili so že kakšnih 20 pokalov. Vsako leto poleti in jeseni priredijo turnir.